# Sadao
Sadao (สะเดา) est une ville de la région Sud de la Thaïlande, dans la province de Songkhla.
C'est un district et une ville importants pour leur fonction frontalière. Le principal point de passage avec la Malaisie est au sud de Sadao, au niveau du village de Danok. Plus au sud l'autoroute continue vers Alor Setar et Penang.
Le nom Sadao est le mot thaï pour le margousier, ou neem, un petit arbre utilisé en médecine ayurvédique.